# Creu al Mèrit Militar (Baviera)
La Creu al Mèrit Militar de Baviera (alemany: Militär-Verdienstkreuz) va ser la principal condecoració d'aquell regne per la valentia i el mèrit militar dels soldats allistats. Pretenia "recompensar els mèrits extraordinaris dels suboficials, soldats i oficials de rang inferior." Es va establir originalment el 19 de juliol de 1866 com a 5a Classe de l'Orde del Mèrit Militar, que era la principal condecoració per a la valentia i el mèrit militar dels oficials i oficials de rang superior. Els civils que actuaven en suport de l'exèrcit també eren elegibles per a la condecoració.
La Creu al Mèrit Militar es va classificar després de les Medalles al Mèrit Militar d'Or i Plata (rebatejades com a Medalles a la valentia el 1918), que eren els honors militars més alts de Baviera per als suboficials i els soldats allistats.

## Història
Sembla que el primer destinatari va ser el gendarme Johann Winter, que va rebre la Creu al Mèrit Militar a l' Armee-Befehl (Ordre de l'Exèrcit) del 20 d'agost de 1866
La Creu al Mèrit Militar de Baviera va patir tres revisions importants. El febrer de 1891 es van autoritzar els premis amb espases per distingir els premis en temps de guerra, ja sigui per valentia o mèrits militars, dels premis en temps de pau. Això es va fer retroactiu per als premis de guerra de la Guerra Austro-Prussiana de 1866 i la Guerra Franco-Prussiana de 1870-71.
L'any 1905 es van revisar els estatuts de l'Orde del Mèrit Militar i la Creu del Mèrit Militar es va dividir en dues classes. L'antiga Creu al Mèrit Militar es va convertir en la Creu al Mèrit Militar de 1a classe, i es va crear una nova segona classe que no tenia esmalt al medalló. La distinció a les classes es basava en el rang del destinatari.
El 1913, una altra revisió dels estatuts de l'orde del Mèrit Militar va dividir la Creu del Mèrit Militar en tres classes. L'antiga 2a classe no esmaltada es va convertir en la 3a classe i es va canviar de plata a bronze. L'antiga 1a classe es va convertir en la 2a classe. La nova 1a classe era idèntica a la 2a classe excepte que era daurada en lloc de plata. A més, totes les classes estaven autoritzades a ser premiades amb una corona. La corona es podia utilitzar per a un segon premi a un suboficial o soldat que ja havia rebut una classe determinada i el rang del qual impedia l'atorgament d'una classe superior, o per reconèixer un mèrit més gran. Aleshores hi havia efectivament 12 combinacions: 3 classes cadascuna amb o sense corona, i cadascuna amb o sense espases. Això es va duplicar quan es té en compte que hi havia dues cintes possibles, una per als soldats i una altra per als oficials (Beamtenband).
L'any següent va esclatar la Primera Guerra Mundial, i la Creu al Mèrit Militar es va convertir en la principal condecoració de Baviera per la valentia i el mèrit dels soldats allistats en aquella guerra, aproximadament equivalent a la Creu de Ferro de Prússia (excepte, a diferència de la Creu de Ferro, les classes de la Creu del Mèrit Militar eren atorgat en funció del rang). Segons una font, el nombre total de premis de totes les classes va ser de 380.976. Aproximadament 290.000 eren de la 3a classe amb espases i aproximadament 73.000 de la 3a classe amb corona i espases, els dos graus més baixos. La Creu al Mèrit Militar va quedar obsoleta amb la caiguda de l'Imperi Alemany i el Regne de Baviera el 1918, tot i que el govern de Baviera va continuar tramitant premis fins al 1920.
Després del final de la Primera Guerra Mundial, la nació acabada de formar Finlàndia va comprar medalles d'arreu del món perquè encara no tenien la indústria adequada i ni honors militars. Van comprar 339 creus al mèrit militar d'Alemanya i van obtenir 7 medalles de la Creu de Ferro i 332 medalles de Baviera, 299 d'aquestes es van lliurar als soldats després de la Segona Guerra Mundial i la resta es van fondre o es van posar a museus, avui només en queden un grapat, dotze dels quals són de propietat privada com la 3a classe amb espases propietat d'Adolf Hitler.

### Destinataris notables
- Sepp Dietrich (3a classe amb espases) - soldat bavarès; més tard general de les Waffen SS.
- Hans Ehard (1a classe amb espases a la cinta pel mèrit de guerra) - Oficial militar de Baviera, després ministre-president de Baviera (1946–54 i 1960–62).
- Adolf Hitler (3a classe amb espases) - Gefreiter de Baviera i posteriorment dictador del Tercer Reich.
- Otto Kissenberth (2a classe amb espases) - as de l'aviació alemany de la Primera Guerra Mundial.
- Max Ritter von Müller (3a classe amb corona i espases) - as de l'aviació alemany de la Primera Guerra Mundial.
- Heinrich Müller (2a classe amb espases) - Pilot bavarès per a una unitat d'observació d'artilleria, més tard cap de la Gestapo
- Max von Boehn (1a classe amb espases) General de la Primera Guerra Mundial.
- Rudolf Hess (3a classe amb espases) soldat bavaresa,[6] més tard adjunt del Führer del Tercer Reich.

## Disseny
La creu era una creu maltesa amb un medalló central. L'anvers del medalló central tenia una "L" del monograma del rei Lluís II al centre i la paraula "MERENTI" a l'anell. El revers tenia un lleó bavarès amb la data de fundació, "1866", a l'anell. El medalló central estava esmaltat (la Creu al Mèrit Militar original es va distingir del Cavaller 2a Classe de l'Ordre al Mèrit Militar només per tenir braços esmaltats de plata en lloc de blaus).